# ابراهيم بروجيل
أبراهام بروغل  عُمد في 28 نوفمبر 1631,حوالي 1690  رسامًا فلمنكيًا من عائلة الفنانين بروغل الشهيرة. هاجر في سن مبكرة إلى إيطاليا حيث لعب دورًا مهمًا في تطوير أسلوب الحياة الباروكية المزخرفة. 